# NK Bistra
NK Bistra is een Kroatische voetbalclub uit Bistra, een voorstadje van Zagreb.

## Geschiedenis
De club werd in 1947 opgericht onder de naam NK Vatrogasac, maar veranderde de naam in de huidige in 1961. De club kende het grootste succes toen het in 2014 promoveerde naar de 2. HNL, de op een na hoogste voetbaldivisie in Kroatië. Vervolgens degradeerde het opnieuw.

## Bekende (oud-)spelers
- Mihael Mikić